# 赛兆祥

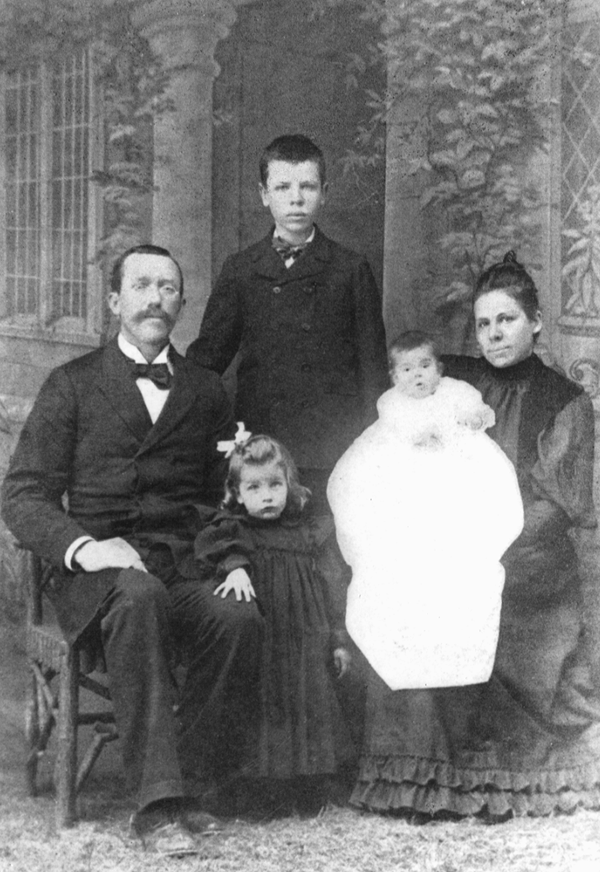

赛兆祥（Absalom Sydenstricker，1852年8月13日—1931年8月31日），美南长老会来华的著名传教士 。

## 生平
1852年生于美国弗吉尼亚州的Rongceverte，1880年携新婚妻子卡罗琳来华，先在杭州和苏州服务，1883年，移居镇江，并在整个江苏省旅行布道。1887年，他和林嘉善（Edgar Woods）从镇江渡江北上，抵达江苏北部京杭大运河畔的商业重镇清江浦，是美南长老会江北教区（North Kiangsu Mission）的开创性人物。此后又陆续开辟了宿迁（1893年）、徐州（1896年）、淮安（今淮安市淮安区，1904年）等传教站，由于其信仰虔诚，传教热忱，不避艰难，不辞劳苦，“待人以诚，爱人如己，救人之急，解人之危”，终于克服了种种文化障碍，使美南长老会在江苏北部的城乡深深的扎根。
卡罗琳在中国共生了四个孩子，有三个都死于当时无法防治的“热病”，于是她被送回美国休养，1892年6月她生下唯一长大的女儿赛珍珠。同年10月，赛兆祥夫妇带着4个月的女儿回到清江浦。后来，赛兆祥调往镇江，在润州山创办了男子学校润州中学（此处故居已经拆除）；后来南长老会在登云山顶为赛兆祥新建了东印度建筑风格的二层楼，至今保存完好。1921年，卡罗琳在镇江逝世，葬于镇江洋人公墓，于是赛兆祥调任南京，任教于神学院，与女儿赛珍珠同住，在1927年南京事件中化险为夷。
1897年1月14日，赛兆祥在江西庐山山顶牯岭买下了86A土地，面积有1727平方米，建造了一个小型的石头别墅，即今中四路310号别墅。别墅140平方米，红色屋顶，带敞开式的外廊和传统式的老虎窗。1931年8月31日，赛兆祥在牯岭别墅去世，葬在山上。1936年赛珍珠将别墅转售他人。